# Lorenzo Ramírez de Prado
Lorenzo Ramírez de Prado (Zafra, 9 agosto 1583 – Parigi, 15 luglio 1658) è stato un umanista, politico, scrittore e bibliofilo spagnolo Cavaliere dell'Ordine di Santiago e familiare dell'Inquisizione, fece carriera politica nella corte all'ombra del Conte Duca di Olivares.

## Biografia
Figlio di Alonso Ramirez de Prado, membro del Consiglio supremo delle finanze di Filippo III, morto in carcere il 15 luglio 1608 con l'accusa di frode, fu battezzato a Zafra il 16 agosto 1583. Suo padrino di battesimo fu lo zio, il famoso umanista Pedro de Valencia. Studiò presso l'Università di Salamanca con il filologo Francisco Sánchez de las Brozas, detto El Brocense, di cui conservò sempre un buon ricordo.
de Prado fu un autore prolifico e dai molteplici interessi, soprattutto in gioventù. Nel 1607 furono pubblicati a Parigi, a quanto pare senza il suo consenso dei commentari agli Epigrammi di Marziale (Hypomnemata), che furono criticati dal gesuita tedesco Matthäus Rader. Nel 1612 pubblicò ad Anversa il Pentacontarcos, raccolta di saggi nei quali affrontava vari problemi biblici in base a criteri storici e filologici. Secondo Gregorio Mayans quest'opera era stata scritta dal Brocense.
Nel 1617 pubblicò in castigliano un libro sull'istruzione dei principi con una dedica al duca di Lerma: Consejo i consejero de príncipes. L'opera risente del tacitismo, allora molto di moda, ma più che un lavoro originale, è una traduzione annotata del Thesaurus politicorum Aphorismorum di Jean de Chokier, pubblicato a Roma nel 1610.
Amico di scrittori, Miguel de Cervantes gli dedicò versi encomiatici nel Viaje del Parnaso, alludendo agli alti e bassi della sua fortuna in gioventù, dopo l'arresto del padre. de Prado fu molto legato anche a Lope de Vega, Juan Martínez de Jáuregui, Esteban Manuel Villegas e altri. Fu un celebre bibliofilo e arrivò a raccogliere nella sua casa nella calle del Arenal, di fronte alla chiesa di San Ginés, una biblioteca di ottomila volumi, dei quali nel 1660 pubblicò un inventario, intitolato: Inventario de la librería del señor D. Lorenzo Ramírez de Prado, cavallero que fue de Santiago, de los Consejos de su Majestad en el real y supremo de Castilla, y de el de la Santa Cruzada, y de la real junta de obras y bosques, y assesor del bureo de su Real Casa, Embajador que fue del rey nuestro señor Don Felipe Quarto, al Christianissimo Rey de Francia Luis XIII.
Mentre era ambasciatore a Parigi nel 1628 pubblicò la Cronaca di Julian Perez, personaggio fittizio inventato dal celebre falsario Jerónimo Román de la Higuera al quale non esitò a prestare credito, acquistando tutti i suoi manoscritti. Successivamente curò ad Anversa, in una splendida edizione con un frontespizio disegnato da Rubens e realizzato da Erasmus Quellinus, la Cronaca di Liutprando annotata da Higuera e da lui stesso, presentandola come la prima edizione anche se ne era già stata pubblicata una da Tomás Tamayo de Vargas, al quale, per rivalità, de Prado non faceva mai riferimento nelle sue ampie note.

## Opere
- (LA) Lorenzo Ramírez de Prado, M. Valerii Martialis Epigrammatum libri 15. Laurentii Ramirez de Prado Hispani, nouis commentariis illustrati. Cum indice omnium verborum Iosephi Langii Cæsaremont. & aliis indicibus locupletissimis, Parisiis, apud Claudium Morellum, via Iacobæa ad insigne Fontis, 1607. URL consultato il 20 agosto 2019.
- (LA) Lorenzo Ramírez de Prado, Πεντηκόνταρχος sive Quinquaginta militum ductor D. Laurentii Ramirez de Prado, stipendiis conductus, Antuerpiae, apud Ioannem Keebergium, 1612. URL consultato il 20 agosto 2019.
- (LA) Lorenzo Ramírez de Prado, Luitprandi Subdiaconi Toletani, Ticinensis Diaconi tandem Cremonensis Episcopi Opera, quae extant, Chronicon et Adversaria; P. Hieronymi de la Higuera Societ. Jesu Presbyteri, D. Laurentii Ramirez de Prado Consiliarii Regii notis illustrata, Antuerpiae, ex Officina Plantiniana Balthasaris Moreti, 1640. URL consultato il 20 agosto 2019.